# Anthony Ginting

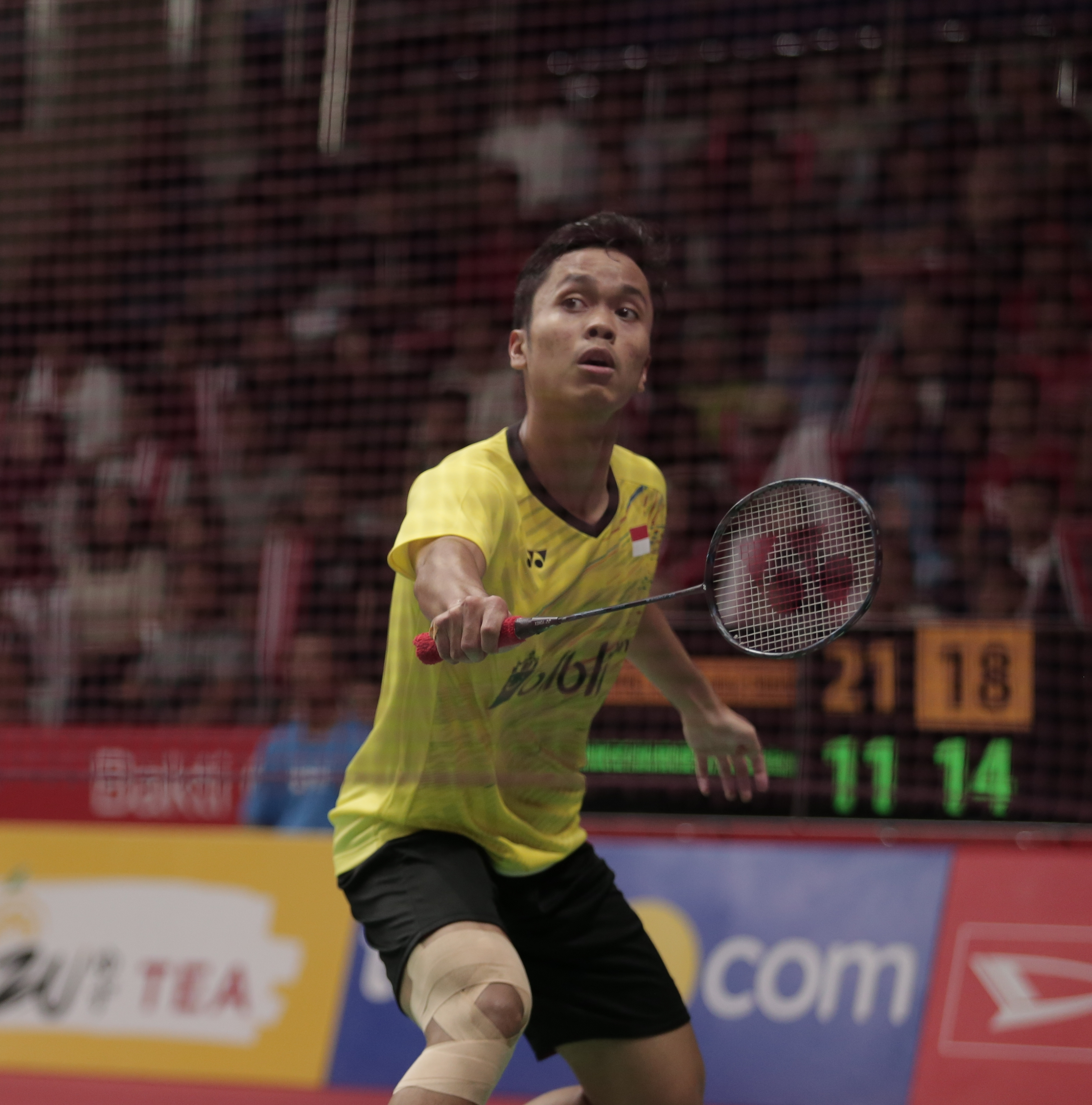
Anthony Ginting beim Indonesian Masters 2018

Anthony Sinisuka Ginting (* 20. Oktober 1996 in Cimahi) ist ein indonesischer Badmintonspieler.

## Karriere
Anthony Ginting siegte 2013 bei den Tangkas Juniors im Herreneinzel. Ein Jahr später gewann er mit dem indonesischen Team Silber bei den Juniorenweltmeisterschaften. Im gleichen Jahr startete er bei den Olympischen Jugend-Sommerspielen. Bei den Vietnam Open 2014 der Erwachsenen stand er im Hauptfeld, schied dort jedoch schon in der ersten Runde aus. Bei den Chinese Taipei Open 2014 erreichte er das Achtelfinale. Bei den Olympischen Sommerspielen 2020 gewann er die Bronzemedaille.